# Марсел Пањол
Марсел Пањол (фр. Marcel Pagnol; Обањ, 28. фебруар 1895 – Париз, 18. април 1974) био је француски књижевник, драматург и филмски редитељ. 1946. године је постао први режисер изабран у састав Француске академије. Иако је његов рад мање популаран него што је био раније, Пањол се ипак смарта једним од највећих француских писаца 20. века и изузетан је по томе што је успео у многим књижевним жанровима—мемоарима, роману, драми и филму.

## Детињство
Марсел Пањол је рођен 28. фебруара 1895. године у граду Обањ, Ушће Роне, у јужној Француској у близини Марсеја, као најстарији син учитеља Жозефа ПањолаA и кројачице Августине Лансо. Марсел Пањол је одрастао у Марсеју са млађом браћом Полом и Ренеом, и млађом сестром Жерменом.

### Школске године
У јулу 1904. године породица је изнајмила Bastide Neuve, кућу у успаваном провансалском селу La Treille, за време летњег распуста, првог од многих проведених у брдском подручју између Обања и Марсеја. Отприлике у исто време, Августинино здравље, које никада није било робусно, је почело приметно да се погоршава и 16. јуна 1910. године преминула је од упале плућа ("mal de poitrine") у доби од 36. година. Жозефа се поново оженио 1912. године.
1913. године, у добу од 18 година, Марсел је добио бечелор дилпому у области филозофијеи почео да студира књижевност на универзитету у Екс ан Прованс. Када је избио Први светски рат, позван је у пешадију у Ници, али је у јануару 1915. године отпуштен због слабе конституције ("faiblesse de constitution"). 2. марта 1916. године оженио је Симон Колин у Марсеју, а у новембру дипломирао енглески. Потом је постао наставник енглеског језика, предајући на различитим локалним факултетима и у Марсеју.

## Каријера

### Време у Паризу
1922. године се преселио у Париз, где је предавао енглески до 1927. године, када је одлучио да посвети живот писању драма. Током тог времена, припадао је групи младих писаца и у сарадњи са једним од њих, Полом Невуа , написао је комад, Трговци славом, који је завршен 1924. године. Након тога, 1928. године, је следио Топаз, сатира заснована на амбицији. У Паризу се због носталгије вратио својим провансалским коренима, што је представљало основу за његов комад, Марије, који је касније постао његов први рад који је адаптиран у филм1931. године.
Растављен од Симон Колин од 1926. године (иако се нису развели до 1941. године), започео је везу са младом енглеском плесачицом Кити Марфи: њихов син, Жак Пањол, рођен је 24. септембра 1930. године. (Жак је касније постао асистент свом оцу, а потом и сниматељ за телевизијску станицу France 3 Marseille.)

### Филмска каријера
1926. године, током посете Лондону, Пањол је присуствовао приказивању једног од првих звучних филмова и био толико импресиониран да је одлучио да усмери своје напоре на филм. Контактирао је Paramount Picture студије и предложио адаптирање своје представе Марије у филм. Филм је режирао Александар Корда и завршен је 10. октобра 1931. године.То је постао један од првих успешних звучних филмова на француском језику.
1932. године Пањол је основао сопствени филмски студио у селу недалеко од Марсеја.Током наредне деценије Пањол је продуцирао сопствене филмове, узимајући многе различите улоге у производњи филма – финансијер, редитељ, сценариста, директор студија и преводилац скрипта на страном језику – и ангажујући највеће француске глумце тог времена. 4. априла 1946. године Пањол је изабран за члана Француске академије, заузимајући своје место у марту 1947. године, први режисер коме је припала ова част.

### Теме Пањолових филмова
У својим филмовима, Пањол преноси свје таленте у писању драме на велики екран. Његов уређивачки стил је резервисан, стављајући акценат на садржај слике. Као визуелну природњак, Пањол се ослања на филм као уметност, да пренесе дубље значење, а не само као средство за причање приче. Пањол је такође пажљиво одабирао глумце које је запошљавао, ангажујући локалне глумце за своје филмовиме, како би нагласио њихове јединствене акценте и културу. Као и његове представе, Пањолови филмови наглашавају дијалог и музикалност. Теме многих Пањолових филмова се врте око сталног посматрања друштвених ритуала. Користећи наизменично симболе и цикличне улоге ликова, као и поносни очеви и бунтовничка деца, Пањол осветљава провинцијски живот ниже класе. Уочљиво, Пањол често пореди жене и земљу, показујући како може бити јалова или плодна. Пре свега, Пањол користи све ово да би илустровао значај људских односа и њихове обнове.

### Као романописац
1945. године Пањол се поново оженио, са глумицом Жаклином Пањол. Имали су двоје деце, Фредерика (род. 1946) и Естел (род. 1949). Естела је умрла у доби од две године. Пањол је био толико очајан да је побегао са југа и вратио се да живи у Паризу. Поново је почео да пише драме, али након што је његова следећа представа лоше примљена, одлучио је да поново промени посао и почео да пише серију аутобиографских романа – Сувенири детињства – заснованих на његовим дечијим искуствима.
1957. године, прва два романа у серији, Слава мог оца и Замак моје мајке су објављени и одмах признати.

## Смрт
Марсел Пањол је умро у Паризу, 18. априла 1974. године. Сахрањен је у Марсеју на гробљу La Treille, поред мајке, оца, браће и супруге..